# Municipio de Turner (Dakota del Sur)
El municipio de Turner (en inglés: Turner Township) es un municipio ubicado en el condado de Turner en el estado estadounidense de Dakota del Sur. En el año 2010 tenía una población de 177 habitantes y una densidad poblacional de 1,92 personas por km².

## Geografía
El municipio de Turner se encuentra ubicado en las coordenadas 43°13′18″N 96°59′33″O / 43.22167, -96.99250. Según la Oficina del Censo de los Estados Unidos, el municipio tiene una superficie total de 92.38 km², de la cual 92,23 km² corresponden a tierra firme y (0,16 %) 0,15 km² es agua.

## Demografía
Según el censo de 2010, había 177 personas residiendo en el municipio de Turner. La densidad de población era de 1,92 hab./km². De los 177 habitantes, el municipio de Turner estaba compuesto por el 98,31 % blancos, el 0,56 % eran de otras razas y el 1,13 % eran de una mezcla de razas. Del total de la población el 1,69 % eran hispanos o latinos de cualquier raza.